# Irlanda Unida

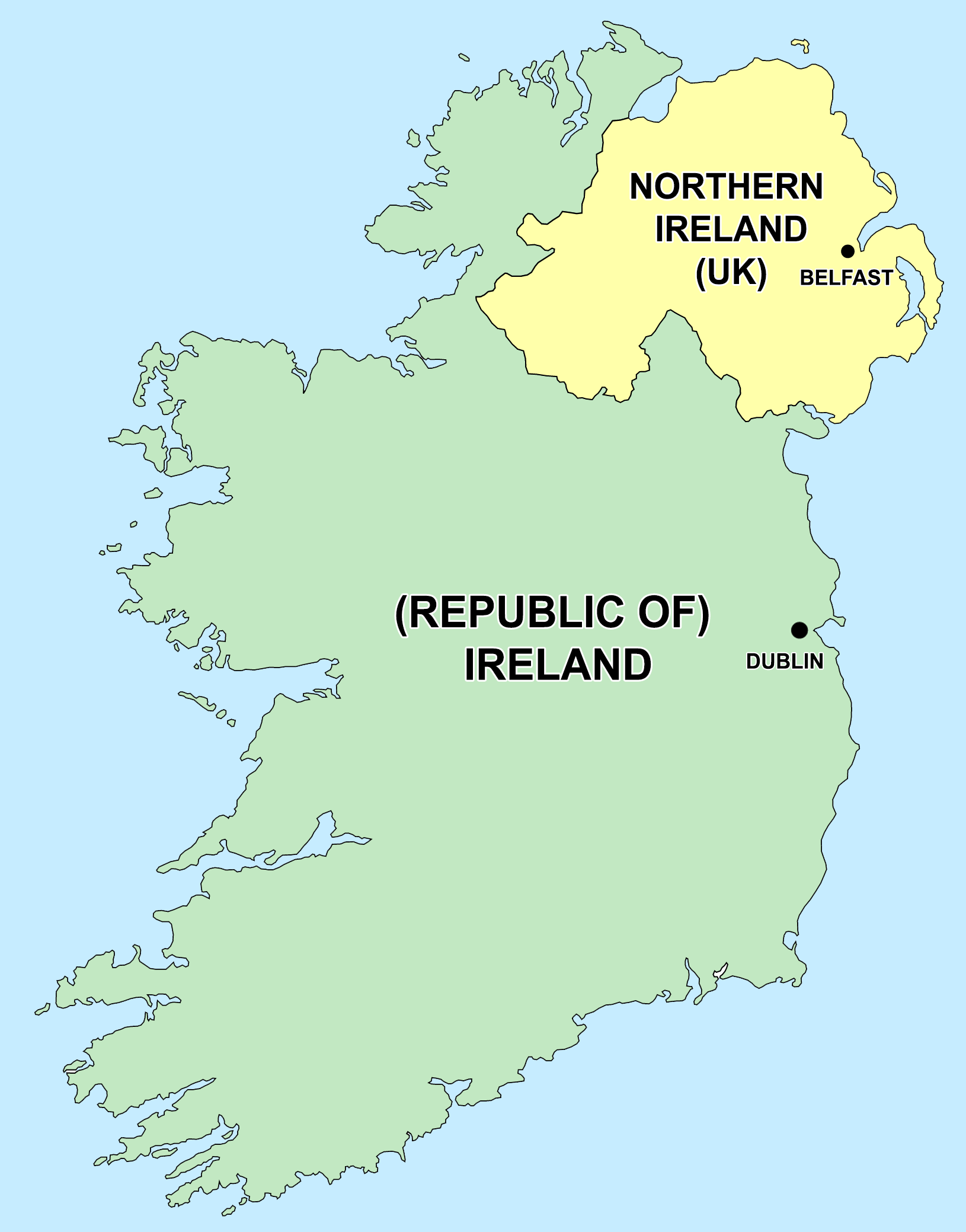
L'illa d'Irlanda, distingint la zona independent i la que està sota el Regne Unit

Irlanda Unida (Aontaithe na hÉireann en irlandés i United Ireland en anglés) és el terme utilitzat per a referir-se a la idea d'un estat sobirà que cobrís tot el territori de l'illa d'Irlanda. Tradicionalment dividida en trenta-dos comtats irlandesos, l'illa d'Irlanda inclou actualment dos estats: la República d'Irlanda, que abasta vint-i-sis comtats, i el Regne Unit de Gran Bretanya i Irlanda del Nord, que n'abasta sis.

## La divisió política

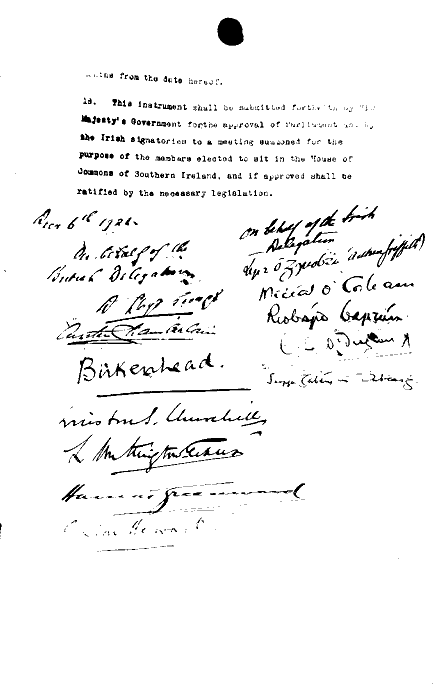
Pàgina de signatures del tractat Angloirlandès de 1921

L'illa d'Irlanda es troba políticament dividida en dos estats des de la signatura del tractat Angloirlandès signat el 6 de desembre de 1921, pel qual es reconeixia simultàniament l'existència del nou estat lliure irlandès i al seu torn la capacitat d'Irlanda del Nord de decidir no unir-se a aquest estat. El parlament nord-irlandés va rebutjar aquesta possibilitat, i sol·licità seguir pertanyent al Regne Unit, i es convertí des de llavors en un dels seus països constituents. El 1937 l'estat lliure irlandés es va separar de la Mancomunitat Britànica de Nacions, i el 1949 acabaria constituint-se en l'actual República d'Irlanda, sense cap vinculació política amb el Regne Unit.

## Postures enfrontades
La constitució d'un estat independent del Regne Unit sobre tot el territori de l'illa d'Irlanda és l'aspiració històrica dels republicans i nacionalistes irlandesos. Per contra, els unionistes i lleialistes britànics s'oposen a aquesta idea, i recolzen la pertinença d'Irlanda del Nord al Regne Unit. El 2009 una enquesta reflectia que el 21% dels ciutadans nord-irlandesos recolzava una Irlanda Unida. En la República d'Irlanda, aquest percentatge arriba al 80% dels enquestats. A Gran Bretanya les enquestes mostren un suport proper al 40% a la idea de la reunificació de l'illa.
Dins de la idea d'una Irlanda Unida s'han suggerit diversos models per a la seua reunificació: el federalisme o el confederalisme, passant per un estat unitari. L'article 15.2 de la Constitució d'Irlanda, promulgada el 1937, preveu la possibilitat de devolució a l'estat irlandés. El 1999, els articles 2 i 3 de la constitució s'esmenaren per abandonar la reivindicació territorial sobre el nord en ells inclosa, en compliment dels pactes en l'acord de Divendres Sant.

## Història fins a l'actualitat
La delimitació de les fronteres d'Irlanda del 1921 va provenir de factors polítics. Els sis comtats constitutius d'Irlanda del Nord (Belfast) contenen una majoria unionista i protestant, que afavoreix la continuació de la unió amb Gran Bretanya. Els vint-i-sis comtats de la República estan poblats molt majoritàriament per catòlics. En termes polítics, el govern britànic va rebutjar el 1920 retirar la seua jurisdicció de la totalitat de l'illa per raons estratègiques; la seua política des de 1921 ha estat, almenys formalment, de respecte a un acord per la unitat irlandesa sempre que es realitzés amb el consentiment voluntari del nord. El 1940 Gran Bretanya va arribar a oferir la unió del nord amb l'Estat Lliure Irlandés, a canvi de l'abandó irlandés de la neutralitat en la Segona Guerra Mundial i la seua consegüent entrada en guerra contra l'Eix, proposta que va ser rebutjada ràpidament.
Si bé els governs de la Irlanda independent, en particular els d'Éamon de Valera, perseguiren acarnissadament la reunificació política d'Irlanda Unida durant tot el segle xx, la perspectiva d'una Irlanda Unida adquirí una importància particular arran de l'esclat del conflicte d'Irlanda del Nord, que es va desenvolupar des dels anys 1960 fins a finals del segle. Els principals partits polítics de Gran Bretanya i d'ambdues Irlandes accepten el principi que la reunificació només pot aconseguir-se amb el consentiment de la majoria de la població d'Irlanda del Nord. Els principals partits polítics del sud es mostren a favor de la reunificació, igual que el SDLP i el Sinn Féin (i els grups paramilitars republicans) d'Irlanda del Nord. Per contra, la reunificació és rebutjada històricament pels partits unionistes britànics i els grups paramilitars unionistes d'Irlanda del Nord.
El govern britànic s'ha compromés, en virtut de la Northern Ireland Act de 1998, a respectar els desigs de la majoria de la població d'Irlanda del Nord en un sentit o un altre.
L'aprovació, mitjançant referèndum, de la sortida del Regne Unit de la Unió Europea, ha reavivat la idea d'un retorn a únic estat irlandès en haver votat la majoria de l'electorat d'Irlanda del Nord per la permanència en la UE, encara que el govern nord-irlandés ha descartat la celebració d'un referèndum sobre la unificació.